# Willian Borges da Silva
Willian Borges da Silva (n. 9 august 1988, Ribeirão Pires, São Paulo, Brazilia), cunoscut ca Willian, este un fotbalist brazilian, care joacă pe post de mijlocaș lateral la Fulham în Premier League. Pe plan internațional, are prezențe la națională pentru Brazilia U-20⁠(d) și Brazilia.

## Titluri
Corinthians
- Copa São Paulo de Futebol Júnior: 2005

Șahtior Donețk
- Premier Liga: 2007–08, 2009–10, 2010–11, 2011–12
- Cupa Ucrainei: 2007–08, 2010–11, 2011–12
- Supercupa Ucrainei: 2008, 2010, 2012
- Cupa UEFA: 2008–09

Chelsea
- Premier League: 2014–15, 2016–17
- League Cup: 2014–15

Brazilia U20
- Campionatul de tineret sud-american: 2007

## Legături externe
- Materiale media legate de Willian Borges da Silva la Wikimedia Commons
- Site oficial Arhivat în 31 octombrie 2012, la Wayback Machine.
- fr  Willan la Sambafoot Arhivat în 26 septembrie 2007, la Wayback Machine.